# Письмо другою мовою
Письмо другою мовою — це вивчення письма, яке виконується не носіями мови, для них мова є другою або іноземною. Відповідно до Оксфордського університету, письмо другою мовою — це вираження дій людини та того, що вона хоче сказати написавши не рідною їй мовою. Вивчати нову мову та писати нею — це найскладніше. Вивчення нової мови перш за все вимагає розуміння системи письма та граматики. Бо граматика — основа письма, яка дозволяє правильно писати цією мовою. Ступінь, до якого не носії мови пишуть у офіційних чи спеціалізованих сферах, а також вимоги до граматичної точності та композиційної зв'язності змінюватимуться залежно від конкретного контексту. Процес письма другою мовою є областю досліджень у прикладній лінгвістиці та теорії засвоєння мови з середини XX століття. Увага здебільшого була зосереджена на письмі другою мовою в академічних умовах. За останні кілька років інтерес до неофіційного письма та дослідження сильно збільшився. З точки зору навчальної практики, основна увага при навчанні письма другою мовою традиційно базувалася на досягненні граматичної точності. Однак це змінилося під впливом композиційних досліджень, які сфокусувалися на концептуальних і структурних властивостях. Іншим покращенням у викладанні письма другою мовою є збільшення використання моделей і наголос на властивостях окремих жанрів письма. Нещодавні дослідження проаналізували, чим письмо другою мовою відрізняється від письма рідною мовою, наголошуючи на культурних факторах, які впливають на письменників другою мовою. Загалом дослідження оволодіння другою мовою перейшли від основного завдання до когнітивних факторів до соціокультурної перспективи, у якій письмо розглядається не лише як набута навичка та когнітивна здатність, але також більш широко, як соціально обумовлений комунікативний акт, що включає цільову аудиторія. Останнім часом особлива увага приділяється інтеграції письмових текстів з іншими медіа (мультимодальність) і використанню різних мов в онлайн-медіа.

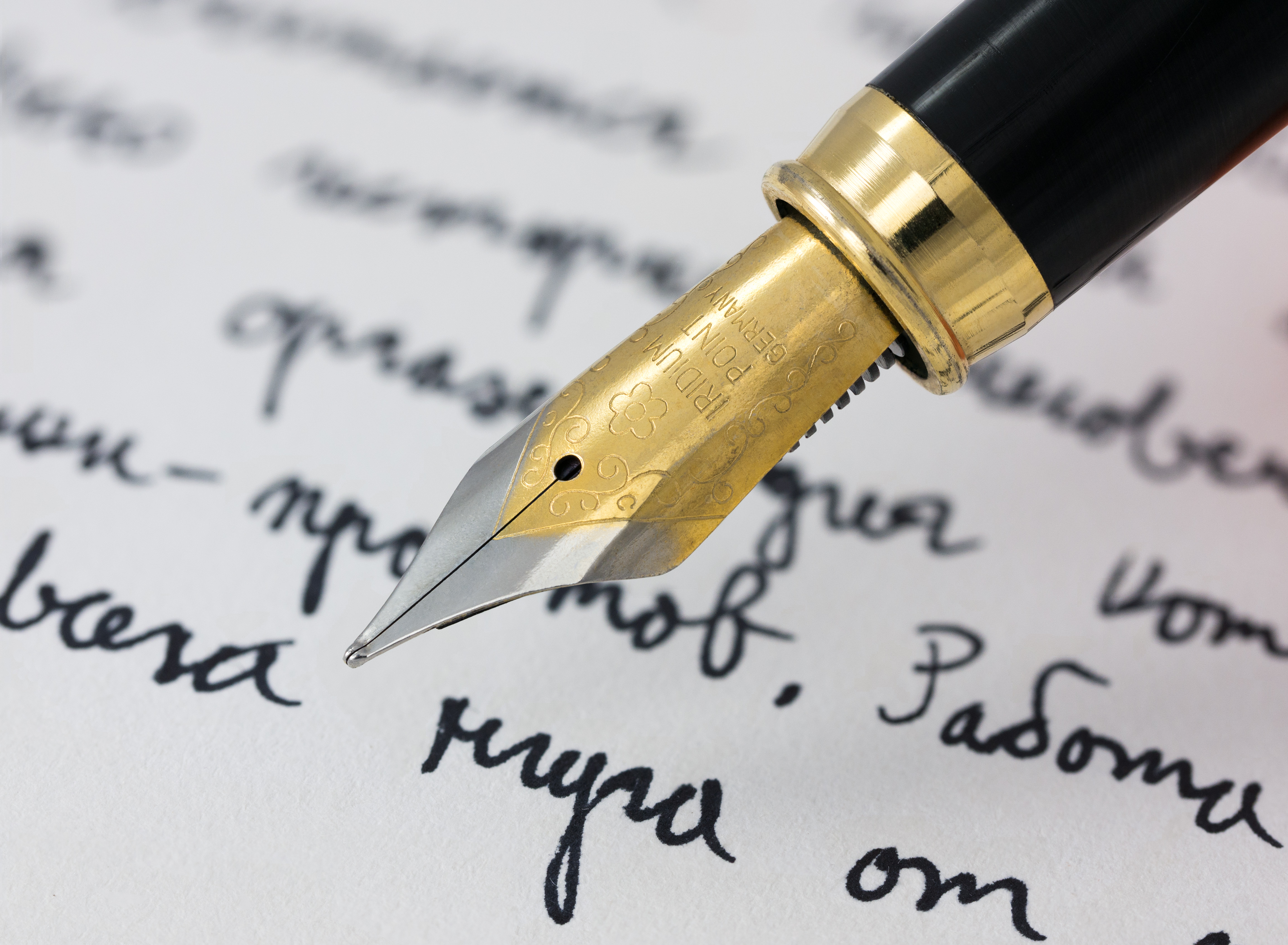

## Історія
До 1960-х років у центрі уваги викладання англійської мови було випуск або підготовка випускників шкіл ESL, які успішно можуть скласти іспити на громадянство, щоб мати можливість працювати. Під час індустріалізації найбільш потрібними навичками були навички читання та мовлення. Хоча іммігрантам було важко писати не рідною мовою, це не було необхідною навичкою, для індустріалізації того часу. Учені того часу, переважно фонетики, стверджували, що розмовна мова має бути поставлена над письмом, а фонетика має служити основою для вивчення мови.
Заснований на біхевіоризм Скіннера (1957), аудіолінгвальний метод з'явився у викладанні мови після Другої світової війни. Аудіолінгвальний метод був спочатку орієнтований на навчання розмовних навичок. Згідно з Leki (1992), письмо викладалося на уроках ESL як доповнення до навчання другої мови. Однак писати не означає «творити, висловлювати ідеї, синтезувати інформацію, досліджувати думки». Навіть вищим навчальним закладам США доводилося направляти іноземних студентів до середніх шкіл, щоб вони підготувалися до тих пір, поки вони не відповідатимуть вимогам університетського академічного письма, оскільки в університетах не було жодних курсів для підготовки двомовних студентів до відповідного рівня володіння мовою, необхідного для навчання в університетах США.
У США письменництво отримало більше уваги після того, як у 1960-х роках велика кількість студентів вступила до університетів США. Це означало, що не лише навчання читанню та усному мовленню було важливим, але навчання мови вимагало також письма, щоб іноземні студенти могли вчитися в американських університетах. Протягом цього періоду вищі навчальні заклади більше не могли ігнорувати труднощі, з якими стикалися двомовні студенти, оскільки кількість іноземних студентів зросла в 4 рази в 1950 році порівняно з 1940 роком, і всі студенти-першокурсники повинні були відвідувати курси освоєння написання текстів на першому курсі. Фахівцям довелося розробити курси для двомовних письменників, які в деяких університетах вважалися курсами для виправлення, тоді як інші заклади зараховували ці курси. Щоб вирішити проблеми, з якими стикаються двомовні автори, як «вчителі композиції», так і «вчителі ESL» відвідали зустріч, організовану Конференцією з композиції та комунікацій коледжу (CCCC), заснованою в 1949 році як форум для фахівців у галузі композиції. Фахівці та викладачі обговорювали матеріали, які необхідно використовувати для навчання письма іншою мовою, а спеціалісти ESL запропонували використовувати матеріали, розроблені Мічиганським інститутом англійської мови (ELI). Мічиганський ELI був першим навчальним закладом, заснованим для навчання англійської мови носіїв іспанської, і також надавав курси для навчання ESL. На конференції вчителі композиції та ESL розглядали питання письма другої мови.
Після того, як Мічіган ELI та інші установи почали готувати спеціалістів з викладання ESL, вчителі другої мови стверджували, що ті, хто вивчає другу мову, мають навчати лише спеціалісти з ESL. Крім того, у 1966 році було створено нову організацію «Вчителі англійської мови для носіїв інших мов» (TESOL), яка обслуговувала потреби двомовних спеціалістів. У результаті дослідження композиції отримали два компоненти: «написання рідною мовою» і «двомовне письмо», що призвело до встановлення письма другою мовою як окремої дисципліни, яка підпадає під TESOL.

## Перспективи та теорії
Розвиток письма другою мовою досліджували з багатьох різних точок зору. Відредагована книга Манчона «Розвиток письма двомовних носіїв: численні перспективи» дає розуміння того, з якої точки зору можна досліджувати розвиток письма другою мовою. Її редаговані книги включають дослідження розвитку письма L2 на основі теорії динамічних систем, теорії цілей, жанрової системної функціональної лінгвістики та теорії риторичного жанру.
Розвиток письма другою мовою найбільш широко досліджувався за допомогою традиційних перехресних методологій, таких як попередній та пост аналіз.
Однак на початку 2000-х років з'явився новий підхід до розвитку другої мови під назвою теорії динамічних систем. Дослідження, які використовують точку зору DST, вивчають взаємодію між різними конструкціями, такими як лексикон, синтаксис і точність, за допомогою рухомих кореляцій. Можливість різноманітностей в конструктах зазвичай досліджується за допомогою міні-макс графіків, повторної вибірки даних і аналізу Монте-Карло. Серед дослідників, які прийняли це визначення, Верспор, де Бот і Лоуї. Ці дослідники використовували дані часових рядів, щоб дослідити розвиток письма другою мовою.

## Симпозіум з письма другою мовою
Симпозіум з письма другою мовою, який розпочався в 1998 році в Університеті Пердью, є міжнародною конференцією з дослідження письма другою мовою. Ця подія проходила раз на два роки до 2006 року, після чого проходила щорічно. Він проходив в університеті Пердью шість разів, але симпозіум 2007 року відбувся в Японії; 2009 рік в Університеті штату Аризона, 2010 рік — Мурсія, Іспанія; 2011 рік у Тайбеї, Тайвань; і 2013 буде проходити в Шаньдунському університеті, Цзінань, Китай.

## У TESOL, Inc
У червні 2005 року Рада TESOL додала новий цікавий розділ про письмо. Друга мова у писемності ІС ; вона провела своє перше засідання в Тампі в березні 2006 року, охоплюючи теми, починаючи від «Розширення перспектив у письмовій формі другою мовою» та «Альтернативні методи розміщення для письменників другою мовою» до «Проблеми в технологіях для класів композиції рівня володіння другою мовою» та «Перетин мостів з іншою мовою у партнерствах».
Як вони припускають, розділ забезпечує форум для дослідників і педагогів на різних рівнях навчання та в установах для обговорення письма другою мовою. Зокрема, цілями розділу є:
- підвищити усвідомлення про важливість письма у викладанні ESL /EFL,
- заохочувати та підтримувати вивчення письма для студентів ESOL на всіх рівнях,
- забезпечити форум для обговорення питань оцінювання письмового тексту та розміщення письменників другою мовою, а також
- поширювати та сприяти дослідженням письмової мови другою мовою[8]

Розділ полегшує спілкування щодо письма на різних рівнях навчання та налаштуваннях. Нещодавні дослідження сфери стипендій для письма другою мовою свідчать про те, що більшість стипендій у цій галузі на національному (у США) та міжнародному рівні створено вченими після середньої освіти в науково-дослідних установах. Інші контексти для написання (від початкової до 12 років, дворічні коледжі, громадські програми, міжнародні школи K-12 тощо) часто мають набагато більшу кількість письменників ELL/EFL, але вчені, особливо вчителі-дослідники, у цих умовах не часто отримують підтримку для дослідження та написання.
Враховуючи це, розділ надає науковцям можливість ініціювати додаткові дослідження в цих недостатньо представлених контекстах, підтримуючи нову співпрацю та партнерство на різних рівнях і надаючи форум для обговорення спільного досвіду. Розділ, як і його головний орган, TESOL, відрізняється тим, що включає всі академічні рівні та сфери.

## Теорія письмового переказу другою мовою (L2)
Деякі відомі вчені в галузі перекладу письма другою мовою (L2) включають Марка Ендрю Джеймса та Гіту ДасБендера. Депалма та Рінгер (2011) визначають, як передача письма L2 була пояснена, лише як використання індивідом попереднього знання написання, з його рідної мови до другої. Зокрема, є два приклади, наведені Джеймсом (2018b), коли може відбутися передача запису L2. По-перше, це, можливо, трапляється, коли студентів навчають певній організаційній структурі, якої слід дотримуватися в одному класі для письма ESL і, можливо, використовувати цю структуру в іншому. По-друге, це може «відбутися», коли вчителі навчають студентів L2 певним крокам написання та перегляду есе, а автори L2 можуть використати ці «кроки» в майбутніх завданнях. Проте ДеПальма та Рінгер (2011) відстоюють концепцію адаптивного перенесення, коли письменники L2 можуть «свідомо» переадаптувати або повторно використовувати попередні знання з письма з одного контексту в інший. Важливо зазначити, що Grujicic-Alatriste (2013) критикує їхній твір, оскільки вона стверджує, що люди, можливо, повинні врахувати загальний досвід роботи у класі, щоб визначити, наскільки відбувся адаптивний перенос. Джеймс (2018b) зазначає, що попередній досвід L2 може вплинути на письмо L2 у новіших ситуаціях, оскільки він підкреслює, що допомогаючи учням зрозуміти подібність між контекстами письма може допомогти процесу передачі. Однак він зазначає, що перенесення відбувається не завжди, і вчителям доводиться підбирати уроки, які дають авторам L2 мотивацію щоб перекладати L2 тексти. Таким чином, мета освіти письма L2 полягає в тому, щоб заохотити позитивний переклад, навіть якщо цей переклад буде мати негативний контекст та може перешкожати навчанню.(Джеймс, 2018а).
Джеймс (2009) обговорює, як заняття з письма ESL в університетах відіграють важливу роль, свідомо чи несвідомо, допомагаючи студентам вивчати речі, які вони також використовують на інших уроках. Cui (2019) стверджує, що необхідно провести подальші дослідження того, як «першокурсники L2 в університетах США передають знання з письма». DasBender (2016) обговорює, як ці першокурсники L2 стикаються з багатьма «різними очікуваннями», які вони повинні відповідати, тому що «різні коледжі та письменницькі класи задовольнятимуть потреби цих письменників». Це підтверджується Джеймсом (2009), який стверджує, що є значна різниця в типах письма, які створюються на курсах письма ESL, порівняно з іншими видами письма в інших навчальних дисциплінах в університетах США.
Таким чином, Гіта ДасБендер згадує, що попередній досвід трьох письменників може перешкодити їхнім зусиллям відповідати стандартам письма першого курсу, навіть тим, які орієнтовані на письменників ESL. Наприклад, вона зазначає, що значна кількість авторів L2 мають справу з іншою мовою, як-от англійською, щоб спілкуватися, і вони не настільки знайомі з аналізом. Таким чином, вона вказує, що вчителі можуть переглядати концепції, які є складними для письменників L2, включаючи організацію, обізнаність аудиторії та жанри, щоб допомогти їм освоїти та дізнатися більше про їхні твори. Крім того, вона зазначає, що вчителі можуть дати цим письменникам заходи для рефлексії, щоб допомогти цим учням обдумати їхній попередній досвід письменництва, щоб допомогти розвинути метапізнання, тому що вона не впевнена, чи учні навіть намагатимуться робити це без мотивації з боку вчителів.

## На конференції зі складу коледжу та спілкування
Науковці, які пишуть другою мовою, також беруть участь у спеціальній групі інтересів на місцях на Конференції зі складу коледжу та спілкування (CCCC). Крім того, організація має Комітет з письмової мови другою мовою, щоб поєднати роботу між CCCC і TESOL, щоб залучати більше науковців до дискусій у цій галузі.
Останнім часом велика увага зосереджується на потенціалі комп'ютерно-опосередкованої комунікації (CMC) для сприяння бажанню та можливості писати.
Крім того, увага була зосереджена на практичному застосуванні викладання письма другої мови не лише в академічних колах, а й на місцях.

## Видатні дослідники
Нижче наведено список дослідників, які зробили внесок у дослідження письма другою мовою.
- Дуайт Аткінсон
- Крістін Пірсон Касанаве
- Скотт Кросслі
- Алістер Каммінг
- Дана Ферріс
- Кен Хайленд
- Айсі Лі
- Ілона Лекі
- Роза Манчон
- Пол Кей Мацуда
- Лурдес Ортега
- Шарлін Поліо
- Тоні Дж. Сільва
- Неомі Сторч
- Крістін Тарді
- Маржолійн Верспор

## Інші джерела
- Journal of Second Language Writing
- Симпозіум з письма другою мовою